# Das Große Bremen-Lexikon
Das Große Bremen-Lexikon ist eine Enzyklopädie zur Geschichte und Gegenwart der Freien Hansestadt Bremen als Land, verfasst von Herbert Schwarzwälder.
Das Große Bremen-Lexikon ist ein Nachschlagewerk
- der Region, als Territorium Bremen, als Erzbistum Bremen (Erzstift Bremen), als Herzogtum Bremen und
- ein Stadt- und Heimatlexikon der Hansestadt Bremen und der Seestadt Bremerhaven.

## Geschichte
In Bremen erschien 1709 anonym Brema literata von Heinrich Iken, das in vierter Auflage letztmals in einer Bearbeitung von Hermann Post 1726 erschien. In dem Werk wurde von Literaten und Gelehrten berichtet.
Um 1765 begann die Bremische Deutsche Gesellschaft mit einem Werk Versuch eines bremisch-niedersächsischen Wörterbuchs. Das Werk erschien von 1767 bis 1771 in fünf Bänden (1869 erschien ein Nachtragsband) als ein Mundartlexikon zur niederdeutschen Sprache.
1818 erschien in 2 Teilen eine Sammlung von Biografen unter dem Titel Lexikon aller Gelehrten, die seit der Reformation in Bremen gelebt haben vom Dompastor Heinrich Wilhelm Rotermund.
Von 1961 bis 1965 brachte der Weser-Kurier als Buch ein Kleines Bremer Lexikon von A bis Z heraus, das zuvor in der Zeitung zum Ausschneiden erschien.
1977 erschien beim Hauschild Verlag das Bremer Lexikon. Ein Schlüssel zu Bremen verfasst von dem Direktor des Focke-Museums Werner Kloos. Die dritte, verbesserte Auflage von 1997 wurde von Reinhold Thiele bearbeitet. Das einbändige Werk konnte als überschaubares Handbuch nicht alle Themen in hinreichender Breite behandeln, Viele Stichworte mussten deshalb fehlen.
Das Nachschlagewerk Großes Bremen-Lexikon von Herbert Schwarzwälder erschien 2002 sowie 2003 und 2008 in zweiter Auflage beim Bremer Verlag Edition Temmen. Schwarzwälder (1919–2011) war Geschichtsprofessor an der Universität Bremen und Verfasser von diversen Büchern mit einem Bezug zu Bremen. Nachdem die erste (einbändige) Auflage vergriffen war, folgte 2003 eine verbesserte und erweiterte Neuausgabe in zwei Bänden (A–K und L–Z), der sich im Jahre 2008 ein Ergänzungsband A–Z anschloss.

## Inhalte
Die dreibändige Enzyklopädie behandelt in rund 8500 Stichworten auf insgesamt 1216 Seiten die Region Bremen. Enthalten sind Stichworte zur Geschichte, Politik, zu Biografien (nur von verstorbenen Personen), zur Kultur, Bildung, Wissenschaft sowie zu Bremensien, historische Veranstaltungen, Vereinen und Medien, zur Religion sowie zu Kirchen und Klöstern, zu Wirtschaft und Verkehr, zur Geographie wie Stadt- und Ortsteile, Flüsse, Seen, Straßen, Plätze, Bauwerke und Sehenswürdigkeiten, zu Firmen, Sport etc. Bei vielen Stichworten finden sich Hinweise zur weiterführenden Literatur oder zu den Quellen. Rund 1600 illustrierende Bilder zeigen bevorzugt den historischen Zustand.

## Werke
- Herbert Schwarzwälder: Das Große Bremen-Lexikon. 1. Auflage. Edition Temmen, Bremen 2002, ISBN 3-86108-616-6 (832 S.).
- Herbert Schwarzwälder: Das Große Bremen-Lexikon. 2., aktualisierte, überarbeitete und erweiterte Auflage. Edition Temmen, Bremen 2003, ISBN 3-86108-693-X, mehrteiliges Werk:
  - Teil: Band 1. A–K. (516 S.).
  - Teil: Band 2. L–Z. (S. 521–1016).
  - Teil: Ergänzungsband A–Z. 1. Auflage. Edition Temmen, Bremen 2008, ISBN 978-3-86108-986-5 (200 S.).